# NGC 6571
NGC 6571 ist eine kompakte elliptische Galaxie vom Hubble-Typ E/S0 im Sternbild Herkules am Nordsternhimmel. Sie ist schätzungsweise 220 Millionen Lichtjahre von der Milchstraße entfernt und hat einen Durchmesser von etwa 25.000 Lichtjahren.
Im selben Himmelsareal befinden sich u. a. die Galaxien NGC 6576, NGC 6577, NGC 6579, NGC 6580.
Das Objekt wurde am 27. Juli 1864 von Albert Marth entdeckt.